# Accademia Fiorentina
Accademia Fiorentina – akademia filozoficzno-literacka działająca we Florencji we Włoszech w latach 1540–1783.

## Historia
Została powołana do istnienia przez Giovanniego Mazzuoliego we Florencji jako Accademia degli Umidi 1 listopada 1540 roku. Jeszcze w tym samym miesiącu przemianowana na Accademia Fiorentina. Pierwotnie gromadziła miłośników literatury, czytających utwory Petrarki. Stopniowo stała się instytucja oficjalną zrzeszającą literatów pod patronatem księcia Toskanii Kosmy Medyceusza. Członkowie komentowali Boską komedię Dantego. Członkami byli, m.in.: Francesco de' Vieri, Anton Francesco Grazzini, Lionardo Salviati, Giovan Battista Adriani, Agnolo Bronzino.